# Cremastus preclarus
Cremastus preclarus är en stekelart som beskrevs av Dasch 1979. Cremastus preclarus ingår i släktet Cremastus och familjen brokparasitsteklar. Inga underarter finns listade i Catalogue of Life.